# Észtország az 1992. évi téli olimpiai játékokon
Észtország a franciaországi Albertville-ben megrendezett 1992. évi téli olimpiai játékok egyik részt vevő nemzete volt. Az országot az olimpián 5 sportágban 20 sportoló képviselte, akik érmet nem szereztek. A Szovjetuniótól való függetlenné válása után ez volt az első alkalom, hogy Észtország önállóan vett részt az olimpiai játékokon. Ezt megelőzően az ország sportolói két alkalommal szerepeltek önálló csapattal téli olimpián.

## Biatlon
Férfi
| Versenyző                                           | Versenyszám      | Lövőhiba | Időeredmény | Helyezés |
| --------------------------------------------------- | ---------------- | -------- | ----------- | -------- |
| Urmas Kaldvee                                       | 10 km sprint     | 1        | 27:52,9     | 31.      |
| Urmas Kaldvee                                       | 20 km egyéni     | 4        | 1:03:15,1   | 48.      |
| Kristjan Oja                                        | 20 km egyéni     | 3        | 1:04:15,9   | 57.      |
| Kalju Ojaste                                        | 10 km sprint     | 1        | 29:13,2     | 59.      |
| Kalju Ojaste                                        | 20 km egyéni     | 2        | 1:02:05,8   | 37.      |
| Aivo Udras                                          | 10 km sprint     | 2        | 29:28,4     | 61.      |
| Hillar Zahkna                                       | 10 km sprint     | 2        | 27:46,5     | 27.*     |
| Hillar Zahkna                                       | 20 km egyéni     | 4        | 1:01:57,4   | 34.      |
| Hillar Zahkna Aivo Udras Kalju Ojaste Urmas Kaldvee | 4 × 7,5 km váltó | 0        | 1:29:46,1   | 11.      |

Női
| Versenyző                                    | Versenyszám      | Lövőhiba | Időeredmény | Helyezés |
| -------------------------------------------- | ---------------- | -------- | ----------- | -------- |
| Krista Lepik                                 | 7,5 km sprint    | 4        | 28:18,6     | 42.      |
| Krista Lepik                                 | 15 km egyéni     | 1        | 53:51,4     | 11.      |
| Eveli Peterson                               | 7,5 km sprint    | 5        | 29:31,4     | 58.      |
| Eveli Peterson                               | 15 km egyéni     | 5        | 58:03,1     | 36.      |
| Jelena Poljakova                             | 7,5 km sprint    | 1        | 27:22,8     | 30.      |
| Jelena Poljakova                             | 15 km egyéni     | 5        | 58:30,1     | 39.      |
| Jelena Poljakova Eveli Peterson Krista Lepik | 3 × 7,5 km váltó | 1        | 1:23:16,2   | 9.       |

* - egy másik versenyzővel azonos eredményt ért el

## Északi összetett
| Versenyző                              | Versenyszám | Síugrás | Síugrás | Síugrás    | Sífutás   | Sífutás | Összesítés | Összesítés |
| Versenyző                              | Versenyszám | Pont    | Hely.   | Időhátrány | Idő       | Hely.   | Idő        | Helyezés   |
| -------------------------------------- | ----------- | ------- | ------- | ---------- | --------- | ------- | ---------- | ---------- |
| Peter Heli                             | Egyéni      | 182,0   | 38.     | +5:10,0    | 46:15,1   | 24.     | 51:25,1    | 31.        |
| Allar Levandi                          | Egyéni      | 206,4   | 14.     | +2:27,4    | 43:34,8   | 5.      | 46:02,2    | 6.         |
| Ago Markvardt                          | Egyéni      | 199,0   | 23.     | +3:16,7    | 46:21,9   | 25.     | 49:38,6    | 23.        |
| Toomas Tiru                            | Egyéni      | 170,9   | 44.     | +6:24,0    | 50:13,1   | 38.     | 56:37,1    | 42.        |
| Ago Markvardt Peter Heli Allar Levandi | Csapat      | 525,9   | 10.     | +9:56      | 1:23:20,9 | 4.      | 1:33:16,9  | 9.         |

## Műkorcsolya
| Versenyző       | Versenyszám | Rövid program     | Rövid program | Rövid program | Kűr               | Kűr   | Kűr         | Összesítés         | Összesítés |
| Versenyző       | Versenyszám | Több. hely. száma | Hely.         | Hely. pont.   | Több. hely. száma | Hely. | Hely. pont. | Helyezési pontszám | Helyezés   |
| --------------- | ----------- | ----------------- | ------------- | ------------- | ----------------- | ----- | ----------- | ------------------ | ---------- |
| Olga Vassiljeva | Női egyéni  | 5×20+             | 21.           | 10,5          | 5×21+             | 21.   | 21,0        | 31,5               | 21.        |

## Sífutás
Férfi
| Versenyző                                             | Versenyszám         | Eredmény      | Helyezés      |
| ----------------------------------------------------- | ------------------- | ------------- | ------------- |
| Elmo Kassin                                           | 10 km               | 29:52,0       | 22.           |
| Elmo Kassin                                           | 15 km üldözőverseny | 41:16,1       | 18.           |
| Elmo Kassin                                           | 50 km               | 2:19:29,3     | 45.           |
| Taivo Kuus                                            | 10 km               | 32:28,0       | 67.           |
| Taivo Kuus                                            | 15 km üldözőverseny | 46:18,6       | 60.           |
| Taivo Kuus                                            | 50 km               | nem ért célba | nem ért célba |
| Jaanus Teppan                                         | 30 km               | 1:29:30,9     | 31.           |
| Jaanus Teppan                                         | 50 km               | 2:17:15,1     | 39.           |
| Urmas Välbe                                           | 10 km               | 30:20,1       | 28.           |
| Urmas Välbe                                           | 15 km üldözőverseny | 43:38,4       | 41.           |
| Urmas Välbe                                           | 30 km               | 1:29:44,3     | 33.           |
| Andrus Veerpalu                                       | 10 km               | 29:51,5       | 21.           |
| Andrus Veerpalu                                       | 15 km üldözőverseny | 43:41,7       | 42.           |
| Andrus Veerpalu                                       | 30 km               | 1:31:06,1     | 44.           |
| Andrus Veerpalu Jaanus Teppan Elmo Kassin Urmas Välbe | 4 × 10 km váltó     | 1:46:33,3     | 10.           |

Női
| Versenyző    | Versenyszám         | Eredmény  | Helyezés |
| ------------ | ------------------- | --------- | -------- |
| Piret Niglas | 5 km                | 15:54,9   | 38.      |
| Piret Niglas | 10 km üldözőverseny | 31:36,6   | 45.      |
| Piret Niglas | 15 km               | 48:58,4   | 39.      |
| Piret Niglas | 30 km               | 1:37:31,8 | 48.      |